# .bq
.bqはカリブ・オランダ（ボネール島、シント・ユースタティウス島、サバ島）のために予約されている国別コードトップレベルドメイン（ccTLD）。2012年4月現在ルートサーバにbqは登録されておらず、したがって利用も一切できない状態である。